# Denny Dillon
Pour les articles homonymes, voir Dillon.
Denny Dillon est une actrice américaine, née le 18 mai 1951 à Cleveland (Ohio).

## Filmographie
- 1977 : La Fièvre du samedi soir (Saturday Night Fever) : Doreen
- 1979 : Hot Hero Sandwich (série télévisée)
- 1982 : Avec les compliments de l'auteur (Author! Author!) : La jeune fille hystérique dans l'école de Gloria
- 1983 : The Special Magic of Herself the Elf (téléfilm) : Meadow Morn (voix)
- 1984 : Grace Quigley : Nurse
- 1984 : À la recherche de Garbo (Garbo Talks) : Elaine
- 1985 : Seven Minutes in Heaven de Linda Feferman : Aunt Gail
- 1987 : Dr. Science (série télévisée) : Judy
- 1987 : Women in Prison (série télévisée) : Meg Bando
- 1990 : Dream On (série télévisée) : Toby Pedalbee
- 1992 : House IV : Verna Klump
- 1992 : Only You (en) : Sunray Tours Travel Agent
- 1994 : Roseanne: An Unauthorized Biography (téléfilm) : Roseanne Barr Pentland Arnold
- 1999 : Baby Huey's Great Easter Adventure (vidéo)
- 1999 : Goosed
- 2002 : Garmento : Sylvia Walsh
- 2002 : L'Âge de glace (Ice Age) : Glyptodon (voix)
- 2006 : Vol 93 (United 93) : Colleen Fraser
- 2020 : The Outsider (série télévisée) : mère de l'inspecteur Jack Hoskins
- 2020 : Meurtrie : Crazy Esther